# Chlorameisensäureallylester
Chlorameisensäureallylester (IUPAC-Bezeichnung: Allylcarbonochloridat, Akronym: AllocCl; Kontraktion für Allyloxycarbonylchlorid) ist eine chemische Verbindung aus der Stoffgruppe der Chlorameisensäureester. Sie wird zur Einführung der Alloc-Schutzgruppe verwendet.

## Gewinnung und Darstellung
Chlorameisensäureallylester wurde erstmals 1924 von Hans Eduard Fierz-David und Walter Müller durch Reaktion von Phosgen mit Allylalkohol hergestellt.

## Verwendung
Chlorameisensäureallylester reagiert mit an der Seitenkette Fmoc-geschütztem Lysin selektiv zum am N-Terminus Alloc-geschütztem Derivat Alloc-K(Fmoc)OH. Dazu wird das Edukt in wässriger Dioxan-Lösung mit Natriumcarbonat vorbehandelt und der Chlorameisensäureallylester dann in Dioxan-Lösung zugetropft.
In α-Stellung C–H-acide Ketone lassen sich mittels AllocCl über ein Allylenolcarbonat als Zwischenprodukt unter milden Bedingungen decarboxylativ allylieren.

## Sicherheitshinweise
Chlorameisensäureallylester hat einen Flammpunkt von 31 °C.